# 布兰达
布兰达（法語：Brindas，法語發音：[bʁɛ̃da]）是法国罗讷省的一个市镇，属于里昂区。

## 地理
布兰达（45°43'16"N, 4°41'37"E）面积11.27 平方千米，位于法国奥弗涅-罗讷-阿尔卑斯大区罗讷省，该省份为法国中东部省份，北起顺时针与索恩-卢瓦尔省、安省、里昂大都会、伊泽尔省和卢瓦尔省接壤。
与布兰达接壤的市镇（或旧市镇、城区）包括：格雷济约拉瓦雷讷、雅雷地区苏雪、沙波诺、克拉波讷、弗朗什维尔、梅西米、沃涅赖。

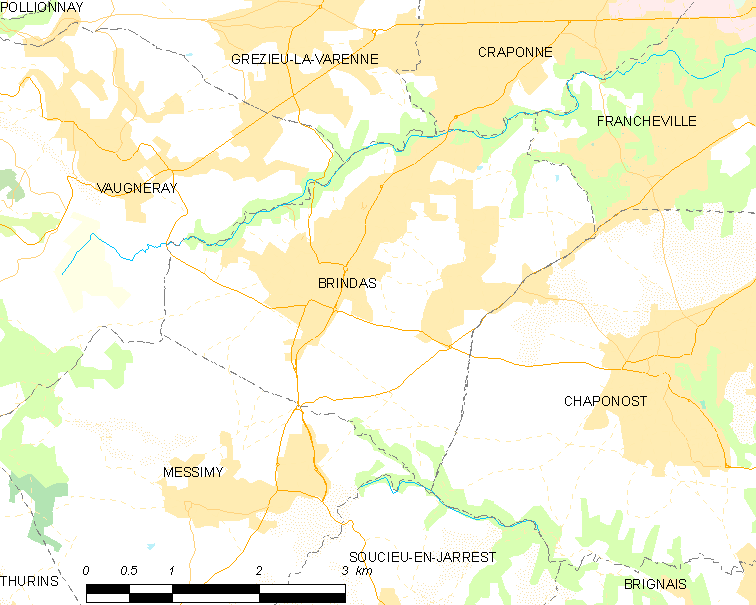
布兰达的OSM定位图

布兰达的时区为UTC+01:00、UTC+02:00（夏令时）。

## 行政
布兰达的邮政编码为69126，INSEE市镇编码为69028。

## 政治
布兰达所属的省级选区为布里涅县。

## 人口

1962-2008年间布兰达人口变化图示

布兰达于2022年1月1日时的人口数量为6718人。